# 온북TV
온북TV는 (주)비앤엠닷컴(대표:조철현)에서 운영한 텔레비전 방송국으로, 책과 관련된 정보를 바탕으로 한 케이블 방송국이다.
2024년 9월 30일에 폐국되었다.

## 같이 보기
- 책